# Cabin in the Sky
Cabin In the Sky è una commedia musicale con musica di Vernon Duke, testi delle canzoni di John Latouche (con la collaborazione di Ted Fettler) e libretto di Lynn Root.

## Storia
La commedia debuttò il 25 ottobre del 1940 e chiuse l'8 marzo 1941 dopo 156 repliche. La regia dello spettacolo fu affidata a George Balanchine, che ne ha anche curato le coreografie in collaborazione con Katherine Dunham. Fra gli interpreti originali ricordiamo Ethel Waters, Rex Ingram e Todd Duncan. Fra le canzoni più popolari di questa produzione ricordiamo Honey in the Honeycomb e la celeberrima Taking a Chance on Love.

## Numeri musicali
Atto I
- The General's Song - The Lawd's General and Saints
- Pay Heed - The Lawd's General and Saints
- Taking a Chance on Love - Petunia Jackson
- Cabin in the Sky - Petunia Jackson and "Little Joe" Jackson
- Holy Unto the Lord - Petunia Jackson, "Little Joe" Jackson, Brother Green and Churchmembers
- Dem Bones - Petunia Jackson, J. Rosamond Johnson Singer and Churchmembers
- Do What You Wanna Do - Lucifer, Jr. and Imps
- Taking a Chance on Love (ripresa) - Petunia Jackson and "Little Joe" Jackson

Atto II
- Fugue - The Lawd's General and Saints
- My Old Virginia Home on the Nile - Petunia Jackson and "Little Joe" Jackson
- Love Me Tomorrow - Georgia Brown and "Little Joe" Jackson
- Love Turned the Light Out - Petunia Jackson
- Honey in the Honeycomb - Georgia Brown and Boys
- Savannah - Petunia Jackson